# Учебные заведения Качканара

На этой странице приведён перечень муниципальных учебных заведений города Качканара. Система образования Качканарского городского округа представлена 7 общеобразовательными учреждениями (5 средних общеобразовательных школ, основная общеобразовательная школа, лицей), 7 дошкольными образовательными учреждениями (три из которых — центры развития ребенка), 9 учреждениями дополнительного образования (5 спортивных школ, дом детского творчества, музыкальная школа, школа искусств, художественная школа).
Кроме этого в городе работают многочисленные секции и кружки по направлениям.

## Среднее школьное образование
- Средняя общеобразовательная школа № 2
- Средняя общеобразовательная школа № 3
- Средняя общеобразовательная школа им. К. Н. Новикова
- Основная общеобразовательная школа № 5
- Лицей № 6
- Средняя общеобразовательная школа № 7
- Коррекционная школа

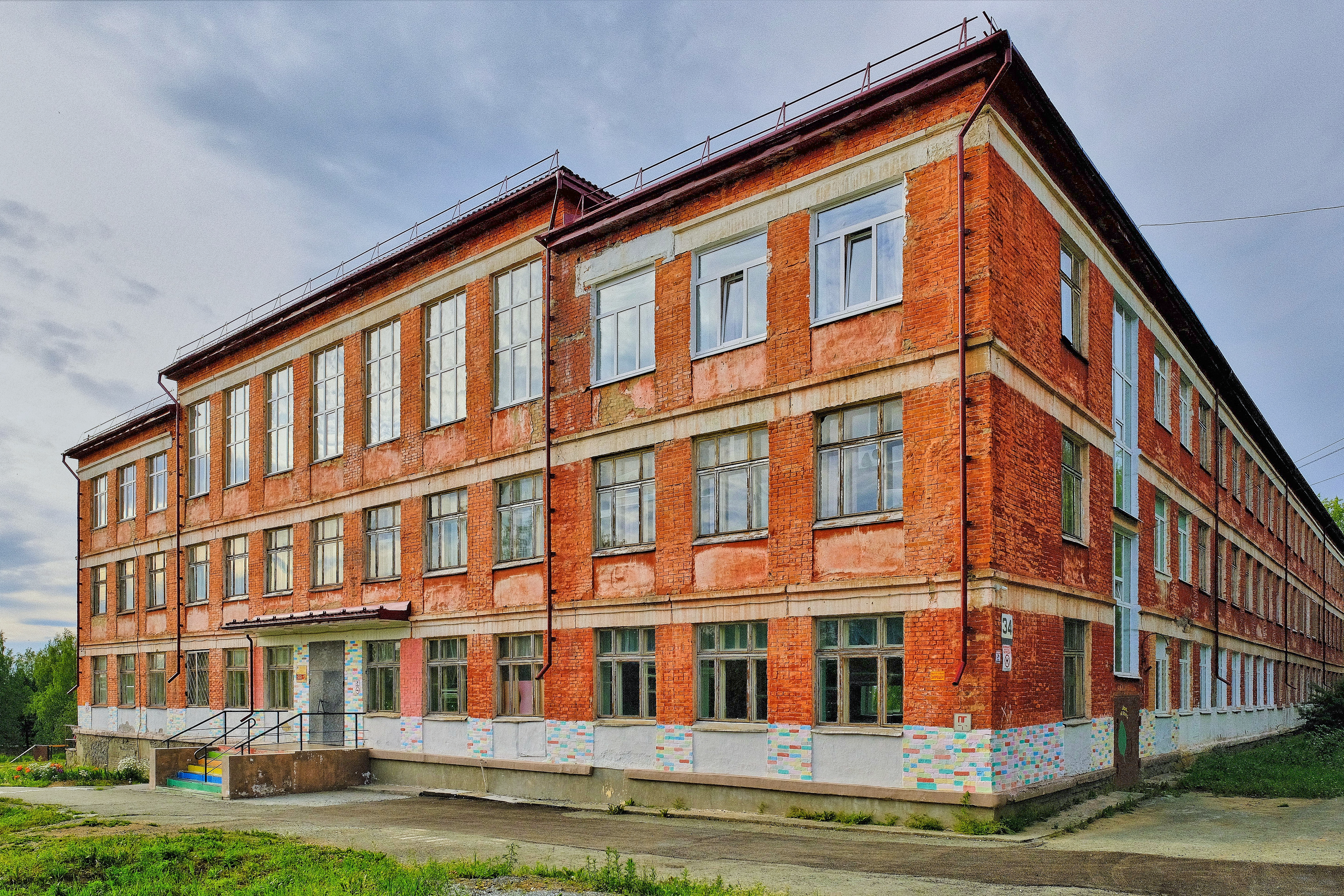
Здание школы № 2 (ныне детская школа искусств)
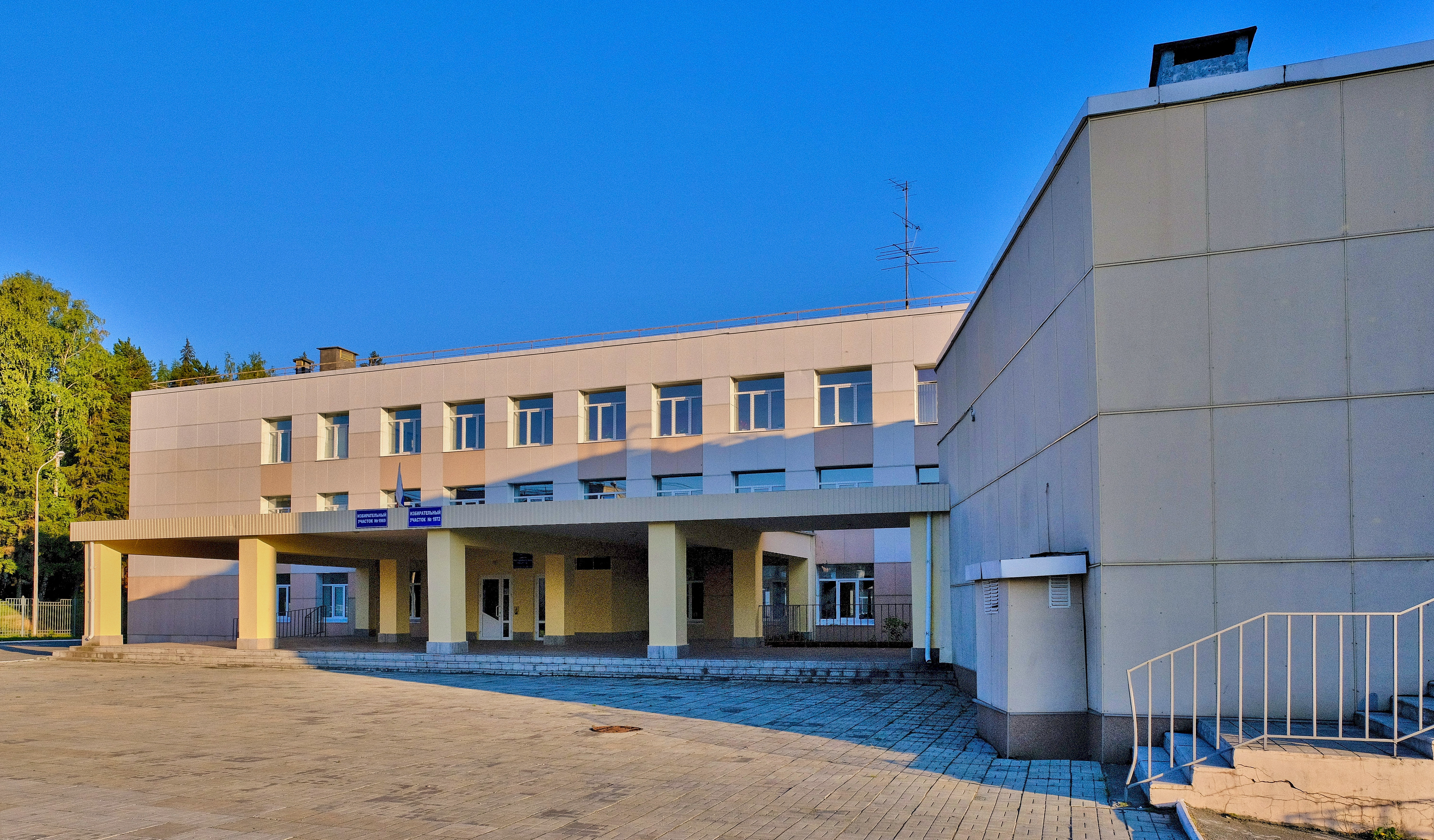
Школа № 2
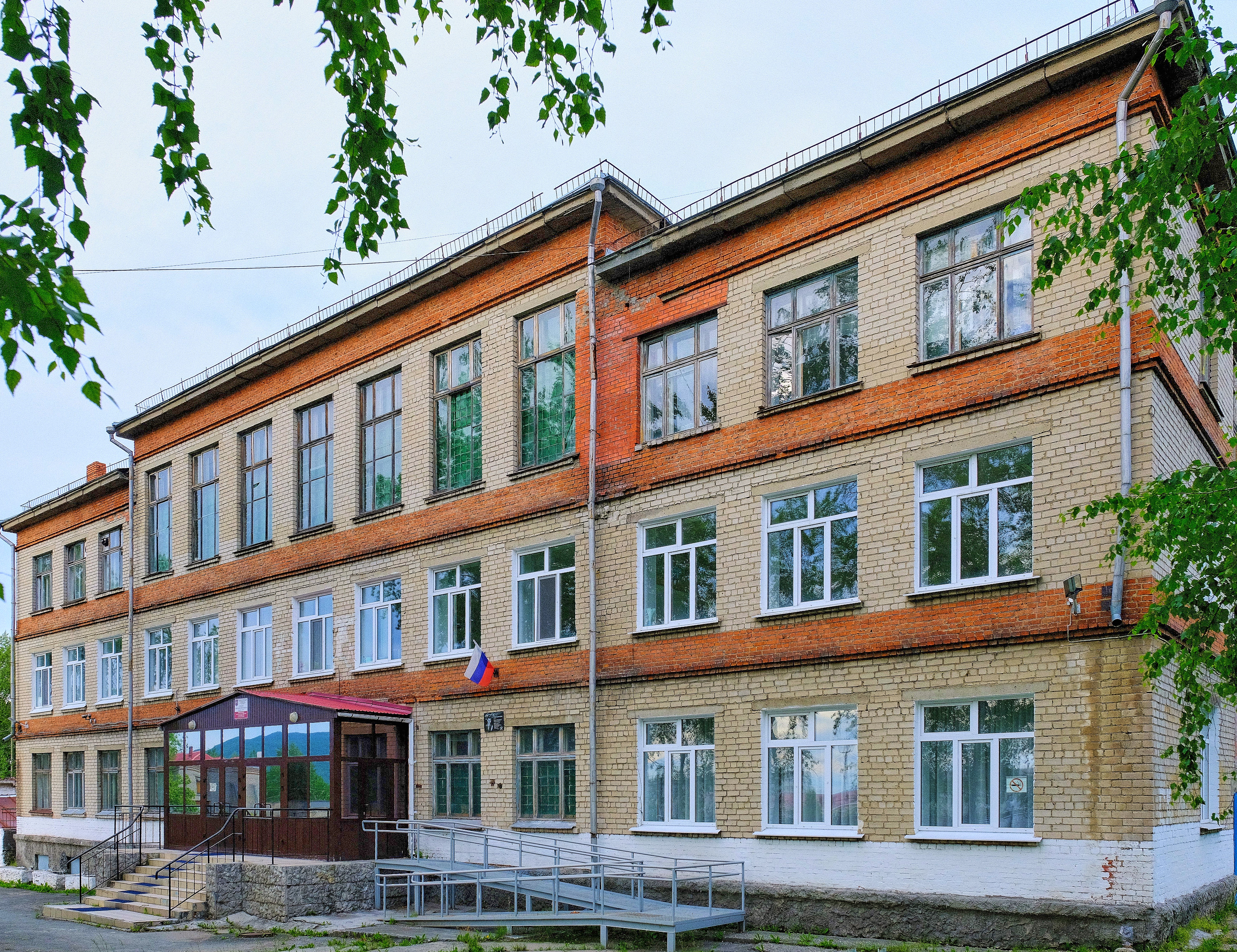
Школа № 3
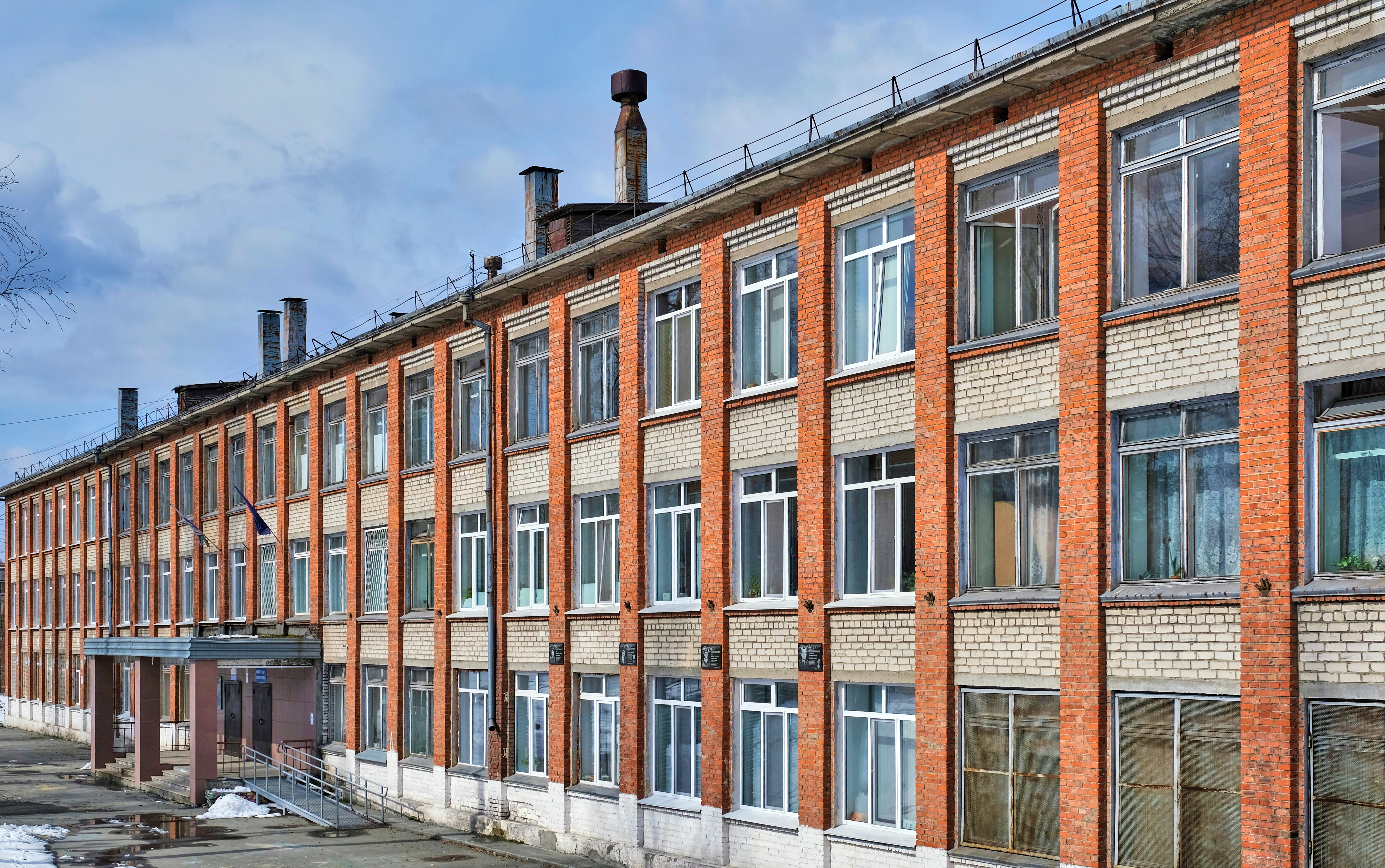
Школа им. К. Н. Новикова
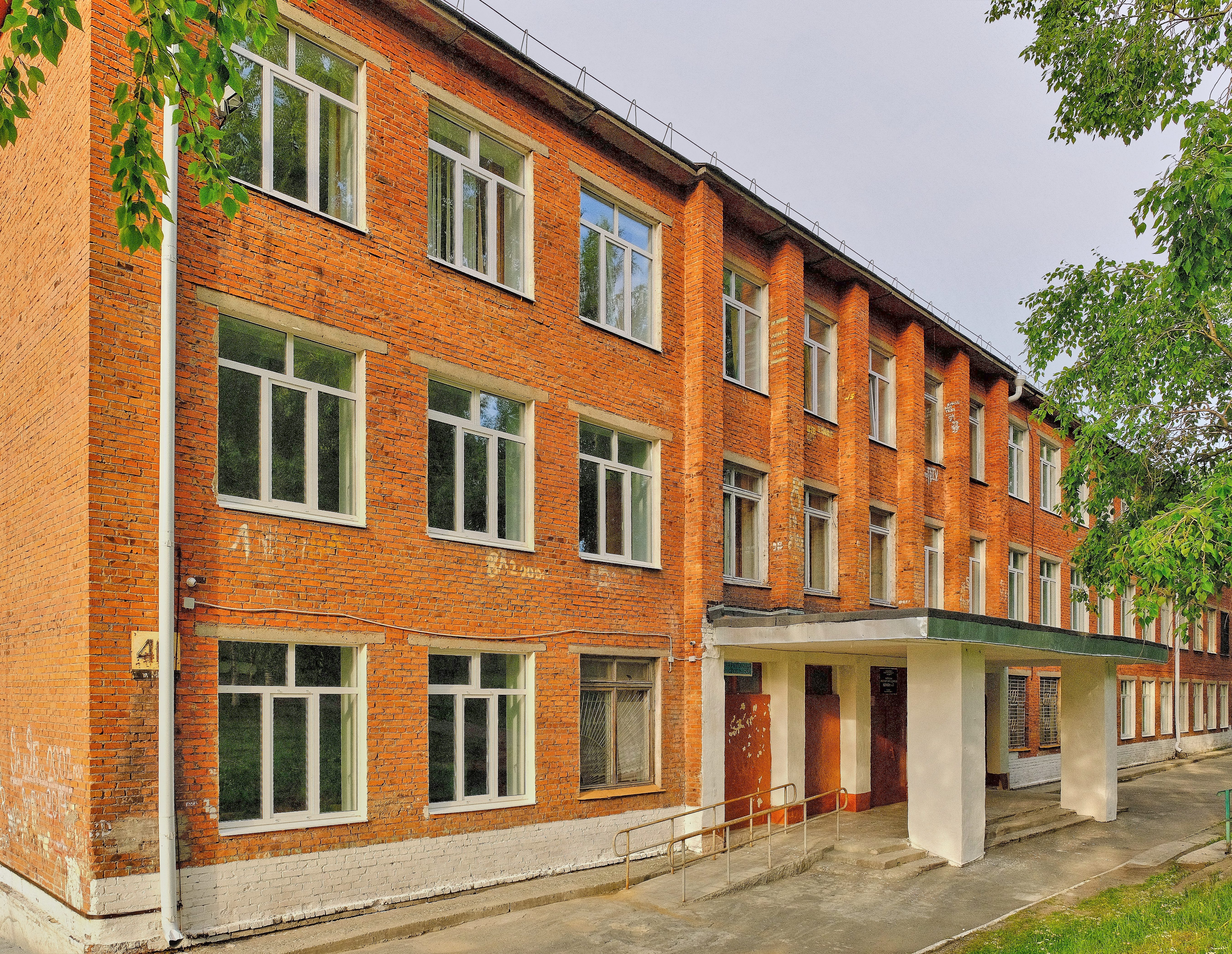
Школа № 5
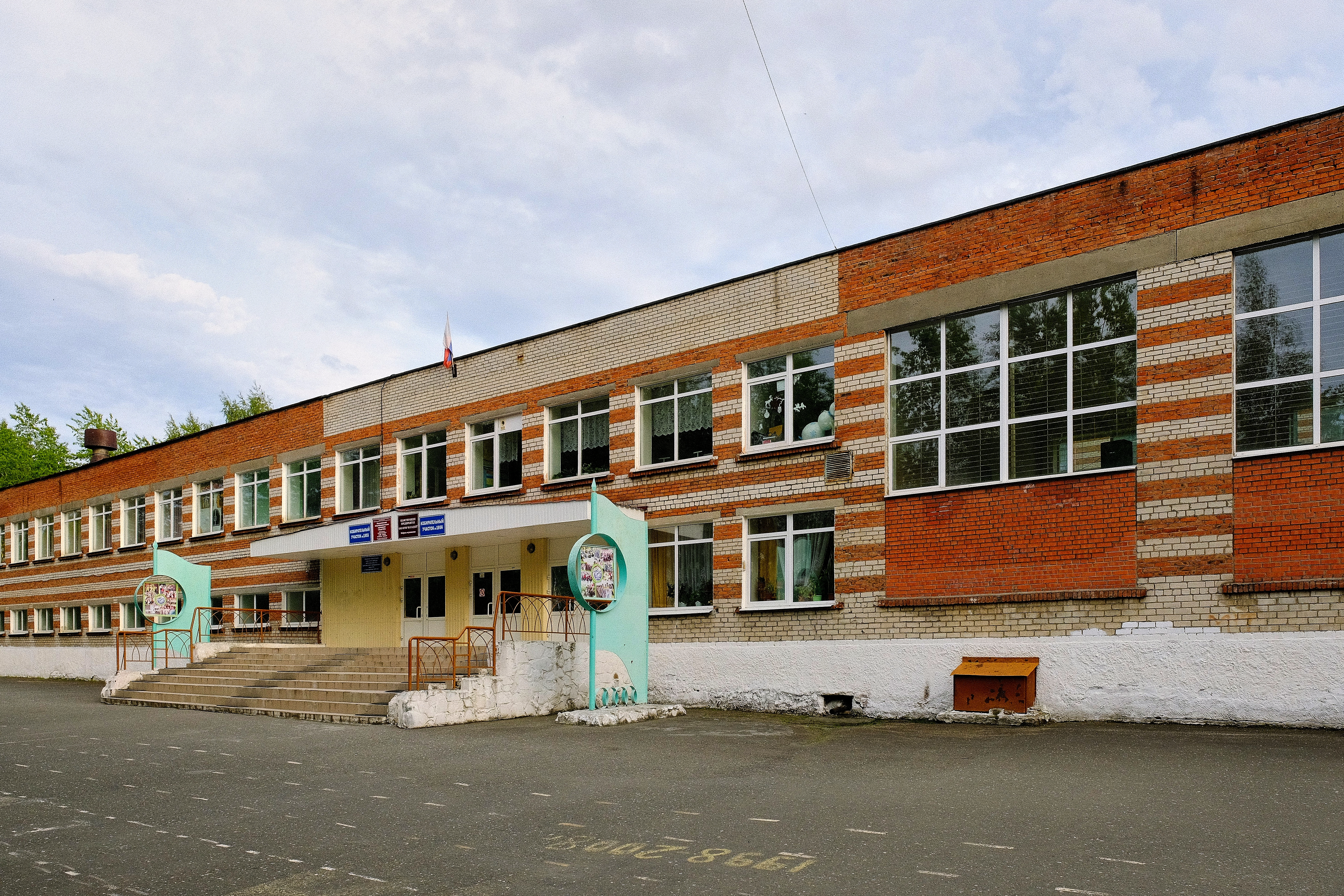
Школа № 6
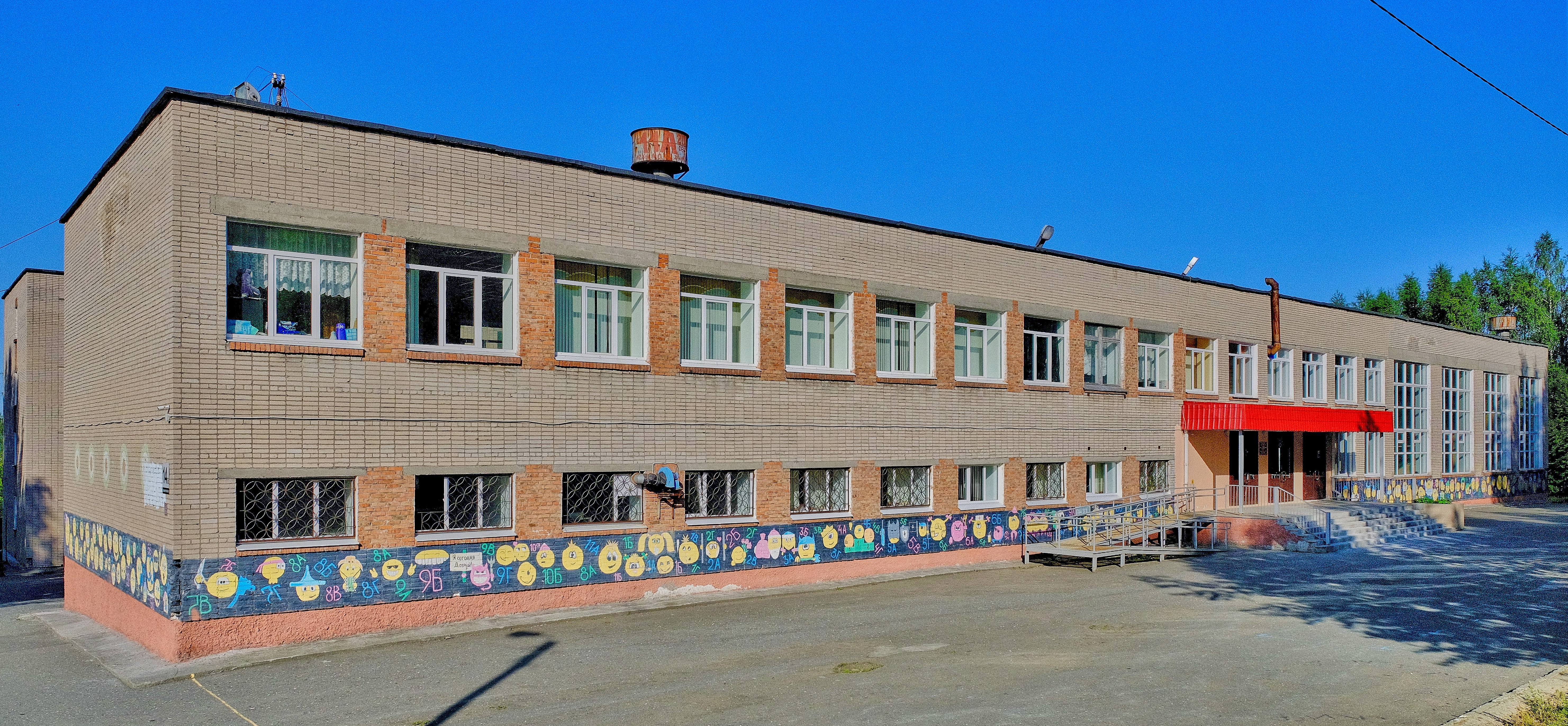
Школа № 7

## Среднее специальное образование
- Техникум имени А. С. Попова
- Качканарский горно-промышленный колледж

## Дополнительное образование
- Дом детского творчества
- Детская музыкальная школа
- Детская художественная школаДетская школа искусств
- Детско-юношеская спортивная школа «РИТМ»
- Детско-юношеская спортивная школа «Олимп»
- Специализированная детско-юношеская спортивная школа олимпийского резерва по горнолыжному спорту «РОУКС»
- Детско-юношеская спортивная школа «Самбо и Дзюдо»
- Детско-юношеская спортивная школа «Спартак»